# 891
Évszázadok: 8. század – 9. század – 10. század
Évtizedek: 840-es évek – 850-es évek – 860-as évek – 870-es évek – 880-as évek – 890-es évek – 900-as évek – 910-es évek – 920-as évek – 930-as évek – 940-es évek
Évek: 886 – 887 – 888 – 889 –  890 – 891 – 892 – 893 – 894 – 895  – 896

## Események

### Európa
- V. István pápa, hogy megerősítse a vele szövetséges Guidó itáliai király helyzetét (riválisa, Berengár továbbra is kitart Friuliban) februárban Guidót császárrá; fiát, Lambertet pedig Itália királyává koronázza.
- Szeptemberben meghal István pápa. Utódjául egyhangúan Formosus portói bíborost választják, aki már a korábbi pápaválasztásokon is komoly jelöltnek számított.
- Meghal II. Aiulf beneventói herceg; utóda fia Orso. Szümbatikiosz dél-itáliai bizánci kormányzó az uralkodóváltást kihasználva megtámadja és elfoglalja Beneventót, a várost pedig a Longobárd thema székhelyévé teszi (az ellenségeskedés régebbre nyúlt vissza, maga Aiulf is elfoglalta egy rövid időre a bizánci kézen lévő Barit).
- A Flandriát fosztogató vikingek legyőznek egy kisebb frank sereget. Arnulf keleti frank király rájuk támad és a leuveni csatában megsemmisíti a vikingeket, megöli két vezérüket, Sigfriedet és Gotfriedet is.
- Meghal Mutimir szerb fejedelem. Utóda legidősebb fia, Pribiszlav.
- Abdullah córdobai emír legyőzi a lázadó Omar ibn Hafszúnt, aki visszahúzódik bobastrói hegyi erődjébe.

### Abbászida Kalifátus
- Meghal al-Muvaffak régens, a kalifátus tényleges kormányzója (al-Mutamid kalifa öccse). Pozícióját fia, Abu al-Abbász veszi át.

### Japán
- Meghal Fudzsivara no Motocune régens (kampaku), a császár mellett a hatalom tényleges birtokosa. Uda császár nem nevez ki új kampakut, hanem megpróbálja visszaszorítani a Fudzsivara klán befolyását.

## Születések
- Imád ad-Daula, a Buvajhida dinasztia alapítója

## Halálozások
- február 25. – Fudzsivara no Motocune, japán régens
- június 2. – al-Muvaffak, abbászida régens
- szeptember 14. – V. István, római pápa
- Mutimir, szerb fejedelem

## Fordítás
- Ez a szócikk részben vagy egészben  a(z)   891 című angol Wikipédia-szócikk ezen változatának fordításán alapul.  Az eredeti cikk szerkesztőit annak laptörténete sorolja fel. Ez a jelzés csupán a megfogalmazás eredetét és a szerzői jogokat jelzi, nem szolgál a cikkben szereplő információk forrásmegjelöléseként.